# Nevadaïta
La nevadaïta és un mineral de la classe dels fosfats. Va ser anomenada en honor de l'estat estatunidenc de Nevada, on es troba la localitat tipus d'aquest mineral.

## Característiques
La nevadaïta és un fosfat de fórmula química (Cu2+,☐,Al,V3+)₆Al₈(PO₄)₈F₈(OH)₂·22H₂O. Cristal·litza en el sistema ortoròmbic. La seva duresa a l'escala de Mohs és 3.
Segons la classificació de Nickel-Strunz, la nevadaïta pertany a «08.DC: Fosfats, etc, només amb cations de mida mitjana, (OH, etc.):RO₄ = 1:1 i < 2:1» juntament amb els següents minerals: nissonita, eucroïta, legrandita, strashimirita, arthurita, earlshannonita, ojuelaïta, whitmoreïta, cobaltarthurita, bendadaïta, kunatita, kleemanita, bermanita, coralloïta, kovdorskita, ferristrunzita, ferrostrunzita, metavauxita, metavivianita, strunzita, beraunita, gordonita, laueïta, mangangordonita, paravauxita, pseudolaueïta, sigloïta, stewartita, ushkovita, ferrolaueïta, kastningita, maghrebita, nordgauïta, tinticita, vauxita, vantasselita, cacoxenita, gormanita, souzalita, kingita, wavel·lita, allanpringita, kribergita, mapimita, ogdensburgita i cloncurryita.

## Formació i jaciments

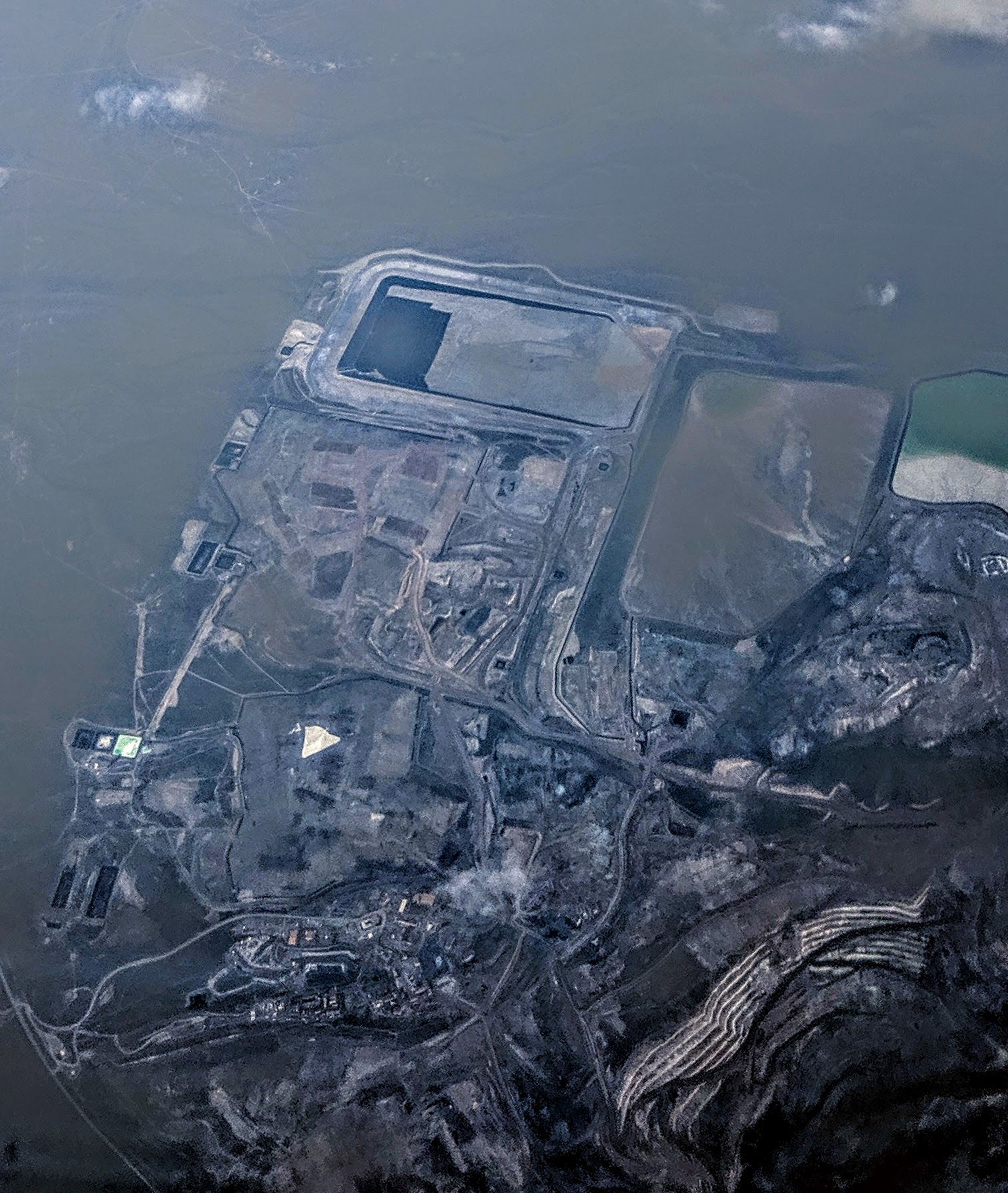
Vista aèria de la mina Gold Quarry un dia de boira

La nevadaïta va ser descoberta a pedrera Gold Quarry, prop del poble de Carlin (Nevada, EUA). Les condicions i quantitats úniques de fosfat, vanadat, arsenat i uranat en aquesta zona van provocar la formació de dos nous minerals: la nevadaïta i la goldquarryita. La mina Gold Quarry ha estat explotada per l'empresa The Newmont Mining Corporation des del 1985 per a l'extracció de dipòsits d'or del tipus Carlin. La nevadaïta també ha estat descrita a una mina de coure de la regió de Batken, al Kirguizstan.